# Tragedy Girls
Tragedy Girls to amerykański film fabularny z 2017 roku, którego scenarzystami są Tyler MacIntyre i Chris Lee Hill, a reżyserem jest MacIntyre. Opowiada historię dwóch licealistek (Brianna Hildebrand i Alexandra Shipp), zafascynowanych śmiercią oraz mediami społecznościowymi. Nastolatki porywają lokalnego mordercę, traktują go jak niewolnika i w jego imieniu popełniają brutalne zabójstwa. Projekt miał swoją premierę 12 marca 2017 w trakcie South by Southwest Film Festival. Na terenie Polski został premierowo wyświetlony podczas lubelskiej imprezy Splat! Film Fest 17 września 2017. Film zebrał pozytywne recenzje krytyków.

## Obsada
- Alexandra Shipp − McKayla Hooper
- Brianna Hildebrand − Sadie Cunningham
- Josh Hutcherson − Toby Mitchell
- Craig Robinson − Duży Al
- Kevin Durand − Lowell
- Jack Quaid − Jordan Welch
- Timothy V. Murphy − szeryf Blane Welch
- Nicky Whelan − pani Kent
- Kerry Rhodes − Drew
- Austin Abrams − Craig Thompson
- Andy Bethea − pan Hooper
- Elise Neal − pani Hooper
- Rosalind Chao − major Campbell
- Keith Hudson − Chuck Cunningham

## Produkcja
Film kręcony był w stanie Kentucky, w okolicach sierpnia 2016 roku.

## Opinie
Odbiór filmu przez krytyków był pozytywny. Agregujący recenzje filmowe serwis Rotten Tomatoes, w oparciu o pięćdziesiąt dwa omówienia, okazał obrazowi 81-procentowe wsparcie. Według Damiana Romaniaka (horror.com.pl), Tragedy Girls to "dzieło intertekstualne", "odwołujące się do takich klasyków, jak Halloween czy Krzyk". Według Richarda Roepera, dziennikarza współpracującego z dziennikiem Chicago Sun-Times, film "w zabawny sposób igra z klasycznymi horrorowymi schematami". David Crow (Den of Geek!) uznał, że projekt nie jest równie udany, jak podobna tematycznie komedia, Śmiertelne zauroczenie (1988), ale "ma swój krwawy urok" Albert Nowicki (His Name Is Death) pisał: "Fakt, że nie okazuje się projekt McIntyre'a ani nad wyraz przenikliwy, ani odważnie ryzykowny, nie powinien nikogo zniechęcać – Tragedy Girls jest horrorem płytkim, ale nieodparcie dowcipnym i zadowalająco krwawym. Pojęcie empowermentu przewraca natomiast do góry nogami."

## Nagrody i wyróżnienia
- 2017, Splat! Film Fest:
  - nominacja do Nagrody Publiczności (wyróżniony: Tyler MacIntyre)[8]
- 2017, Sitges − Catalonian International Film Festival:
  - nominacja do nagrody przyznawanej za najlepszy film (kat. Oficial Fantàstic Competition; Tyler MacIntyre)[9]
- 2017, South by Southwest Film Festival:
  - nominacja do Nagrody Publiczności (kat. Midnighters; Tyler MacIntyre)[9]
- 2017, Brooklyn Horror Film Festival:
  - Nagroda Festiwalowa w kategorii najlepszy film fabularny[9]
  - Nagroda Festiwalowa w kategorii najlepsza aktorka (ex aequo Brianna Hildebrand i Alexandra Shipp)[9]
  - Nagroda Festiwalowa w kategorii najlepszy scenariusz (Chris Lee Hill, Tyler MacIntyre, Justin Olson)[9]
- 2017, FrightFest:
  - Nagroda Jurorów w kategorii najlepsza aktorka (Brianna Hildebrand)[9]
  - Nagroda Jurorów w kategorii najlepszy film (Tyler MacIntyre, wytw. New Artist Pictures, Ardor Pictures i It's The Comeback Kids)[9]
- 2017, Fright-Fest:
  - nagroda Total Film FrightFest w kategorii najlepszy film (Tyler MacIntyre)[9]
- 2017, Macabro − International Horror Film Festival of Mexico City:
  - Główna Nagroda Jurorów w kategorii najlepszy horror pełnometrażowy (międzynarodowy) (Tyler MacIntyre, wytw. New Artist Pictures, Ardor Pictures i It's The Comeback Kids)[9]
- 2017, Molins de Rei Horror Film Festival:
  - Nagroda Publiczności (kat. Being Different; Tyler MacIntyre)[9]
- 2017, Neuchâtel International Fantastic Film Festival:
  - nominacja do nagrody Narcisse w kategorii najlepszy film (Tyler MacIntyre)[9]